# علی قربانی (سیاستمدار)
علی قربانی، چهره سیاسی اصلاح طلب و نماینده مردم بجنورد و مانه و سملقان و جاجرم، عضو کمیسیون برنامه و بودجه و محاسبات مجلس در دهمین دوره مجلس شورای اسلامی است.

## نماینده بجنورد در مجلس دهم
در دهمین دوره انتخابات مجلس شورای اسلامی، علی قربانی، در لیست ائتلاف فراگیر اصلاح طلبان: گام دوم قرار داشت و توانست با کسب ۹۹٬۲۰۴ رای از مجموع ۲۶۰٬۳۷۱ رای ماخوذه صحیح راهی مجلس دهم شود.

## سوابق اجرایی
1. رئیس قرارگاه جهادی وزارت کشور
2. معاون امور دهیاری های سازمان شهرداری ها و دهیاری های کشور
3. مشاور معاون عمران و توسعه امور شهری و روستایی وزیر کشور
4. رئیس کمیته ملی وام به دهیاری های کشور
5. رئیس کمسیون ملی تعیین درجه دهیاری های کشور
6. سر دبیر ماهنامه پژوهشی ،آموزشی و ترویجی دهیاری های کشور
7. عضو کمیته سرمایه انسانی شورای راهبردی و توسعه مدیریت سازمان شهرداری ها و دهیاری های کشور
8. عضو کمیته سلامت اداری و صیانت از حقوق مردم، سازمان شهرداری ها و دهیاری های کشور
9. عضو شوراء راهبردی توسعه مدیریت خاص شهرداری ها و دهیاری های کشور
10. مدیر کل دفتر امور روستایی و شوراهای استانداری خراسان شمالی
11. معاون مدیر کل دفتر امور روستایی و شوراهای استانداری خراسان شمالی
12. جانشین اسبق مدیر کل دفتر امور شهری و روستایی استانداری خراسان شمالی
13. عضو هیئت امنای دانشگاه ها و موسسات آموزش عای استان خراسان شمالی
14. رتبه یک در ارزشیابی اساتید دانشگاه کوثر سال ۹۳
15. دبیر ستاد توسعه روستایی استان خراسان شمالی
16. عضو کمیته اصلی تصویب طرح های هادی و تغییر کاربری روستایی
17. عضو شورای پژوهشی معاونت هماهنگی امور عمرانی استانداری خراسان شمالی
18. عضو کمیته استانی هدفمندی یارانه ها
19. دبیر کمیسیون ماده ۹۹ قانون شهرداری ها
20. عضو شورای اطلاع رسانی استانداری خراسان شمالی
21. عضو کمیته راهبری آموزشی معاونت هماهنگی امور عمرانی استانداری خراسان شمالی
22. عضو اصلی اتاق فکر اداره تعاون، کار و رفاه اجتماعی استان خراسان شمالی[۴]